# George Periolat
George Periolat (de son vrai nom George E. Periolat) est un acteur américain, né le 5 février 1874 à Chicago (Illinois), et mort le 20 février 1940 à Los Angeles (Californie).

## Biographie
Acteur à Broadway, il débute au cinéma chez The Essanay Film Manufacturing Company, puis gagne Hollywood dès 1911.
Il se suicide en 1940, en avalant de l'arsenic.

## Filmographie partielle
- 1911 : The Poisoned Flume
- 1911 : The Boss of Lucky Ranch
- 1911 : The Opium Smuggler
- 1911 : Crazy Gulch
- 1911 : The Ranchman's Vengeance
- 1911 : A Western Dream
- 1911 : Bonita of El Cajon
- 1911 : The Sheepman's Daughter
- 1911 : The Elopement on Double L Ranch
- 1911 : The Yiddisher Cowboy
- 1911 : The Hermit's Gold
- 1911 : The Cowboy's Deliverance
- 1911 : The Cattle Thief's Brand
- 1911 : Three Million Dollars
- 1911 : The Land Thieves
- 1911 : The Trail of the Eucalyptus
- 1911 : The Water War
- 1911 : The Three Shell Game
- 1911 : The Mexican
- 1911 : The Last Notch
- 1911 : The Eastern Cowboy
- 1911 : The Way of the West
- 1911 : The Angel of Paradise Ranch
- 1911 : The Ranchman's Nerve
- 1912 : Love and Lemons
- 1912 : The Eastern Girl
- 1912 : Where There's a Heart
- 1912 : From the Four Hundred to the Herd
- 1912 : The Haters
- 1912 : The Thread of Life
- 1912 : The Reward of Valor
- 1912 : Cupid Through Padlocks
- 1912 : The Law of God
- 1912 : The Maid and the Man
- 1912 : The Evil Inheritance
- 1912 : Her Own Country
- 1912 : The Intrusion at Lompoc
- 1912 : The Recognition
- 1912 : Loneliness of Neglect
- 1912 : The Fear
- 1912 : Maiden and Men
- 1912 : Man's Calling
- 1913 : Jack Meets His Waterloo
- 1913 : The Restless Spirit
- 1913 : Woman's Honor
- 1913 : Her Big Story
- 1913 : The Wishing Seat
- 1913 : Matches
- 1913 : The Field Foreman
- 1913 : Ashes of Three
- 1913 : A Foreign Spy de Wallace Reid
- 1913 : The Great Harmony
- 1913 : The Barrier of Bars
- 1913 : The Road to Ruin
- 1915 : The Stool Pigeon
- 1916 : The Gentle Conspiracy de Carl M. Leviness
- 1917 : La Gentille Intruse (The Gentle Intruder) de James Kirkwood Sr.
- 1916 : Life's Harmony
- 1917 : La Fille du fugitif (Her Country's Call) de Lloyd Ingraham
- 1917 : A Game of Wits
- 1917 : Les Préjugés (Southern Pride) de Henry King
- 1917 : Mary le petit mousse (The Mate of the Sally Ann) de Henry King
- 1917 : Mary l'enfant volée (Melissa of the Hills) de James Kirkwood Sr.
- 1918 : Pour les beaux yeux de Mary (The Eyes of Julia Deep) de Lloyd Ingraham
- 1918 : L'Aventure de Mary (Beauty and the Rogue) de Henry King : Thomas Lee
- 1918 : Son triomphe (Social Briars) de Henry King
- 1919 : Beckoning Roads
- 1920 : Le Signe de Zorro (The Mark of Zorro)
- 1920 : La Jolie Infirmière (Nurse Marjorie) de William Desmond Taylor
- 1920 : Le Loupiot (Judy of Rogue's Harbor) de William Desmond Taylor
- 1921 : The Kiss de Jack Conway : Don Luis Baldarama
- 1921 : La Douloureuse Étape (Wealth) de William Desmond Taylor : Irving Seaton
- 1921 : Villégiature gratuite (Two weeks with Pay) de Maurice S. Campbell
- 1922 : Arènes sanglantes (Blood and Sand)
- 1922 : Le Jeune Rajah (The Young Rajah) de Phil Rosen
- 1923 : Rosita
- 1924 : The Red Lily
- 1924 : Amour, quand tu nous tiens... (The Yankee Consul) de James W. Horne
- 1925 : The Phantom Express
- 1927 : Le Roi de la prairie (The Prairie King) de B. Reeves Eason
- 1928 : The Secret Hour de Rowland V. Lee
- 1928 : Black Butterflies de James W. Horne
- 1931 : Cracked Nuts d'Edward F. Cline
- 1936 : One Rainy Afternoon de Rowland V. Lee